# サミットHR工法
サミットHR工法は、住商建材株式会社（現・SMB建材株式会社） 木構造建築部が開発した木質二方向ラーメン構造による大規模木造建築の工法の一種。
木質二方向ラーメン構造はRC造・S造と同等の柱割や耐震性を持ち合せるので、設計自由度が高く、従来の木造の枠を超えた木造建築が可能。
また、さまざまな研究機関の試験を経て、平成6年建基法旧38条建設大臣一般認定取得。平成14年「建基法第38条」が削除された後も国交省の移行手続きにより、この構造方法は継続して認可され、手続きは確認申請のみとなった。日本建築センターより、平成19年の建築基準法改正後に適合した評定を評定（BCJ評定ーWD007-01）し高い信頼性が実証された。
工法名のサミットは住友商事株式会社の登録商標で、"HR"とはドイツ語のHolzrahmen (木造ラーメン) 頭文字をとったもの。

## 接合部
エンジニアリングウッドを柱と梁に使用し、柱・梁の内部に異形鉄筋を貫通させエポキシ樹脂で固定する事で、剛接合に近い強固な接合力を有する"鉄筋接合構造"を実現する。
1. 柱・梁の接合は、柱・梁に貫通させた鉄筋をエポキシ樹脂で固定することにより、二方向ラーメンの剛接合を実現。筋交い・耐力壁が不要なため、四周に開口部が設置できる。
2. 柱脚の固定は、コンクリート基礎に埋め込まれたアンカー筋（異形鉄筋）に、孔あけした柱を建て込み、柱脚の孔と空隙にエポキシ樹脂を充填。 鉄筋を拘束させ柱脚を固定する。

## 認定
1. 平成6年12月9日、「建築基準法第38条の規定に基づき同法施行令第46条の規定によるものと同等以上の効力を有するものとして認める」として建設大臣から一般認定を取得。
2. 平成20年2月29日、日本建築センターより「建築基準法令、その他の技術基準等及び当委員会で定めた基準に照らし、適正なものである」という評定を取得